# Gizzeria
Gizzeria ist eine italienische Gemeinde mit 5245 Einwohnern (Stand 31. Dezember 2023) in der Provinz Catanzaro, Region Kalabrien.

## Lage
Das Gebiet der Gemeinde liegt auf einer Höhenlinie vom Mittelmeer bis auf 630 m über dem Meeresspiegel und umfasst eine Fläche von 35,9 km². Die Ortsteile sind Gizzeria Lido, La Destra, La Prisa, Mortilla und Scaramella. Die Nachbargemeinden sind Falerna und Lamezia Terme. Gizzeria liegt 52 km westlich von Catanzaro.

## Geschichte
Es hat in der Antike Siedlungen auf dem Gebiet der Gemeinde Gizzeria gegeben, das belegen Funde in der Gegend. Im 11. Jahrhundert bildete sich eine Siedlung um das damalige Kloster. Näheres ist unbekannt. Um 1450 besiedelten Albaner das Land.